# テニスコーツ
テニスコーツ (Tenniscoats) は、日本のポップユニットである。

## 概要
1996～1997年頃に結成。メンバーはさやと植野隆司のみだが、しばしば他のバンド、ミュージシャンとコラボレーションを行う。初期はエレクトリック・ギターを用いたインディーポップであったが、近年はマイクやアンプを使用しないアコースティック・サウンドに接近している。

2004年に1st.アルバム『ぼくたちみんなだね』を発表。

2007年にスウェーデンのバンドTapeと『タンタン・テラピー』、2009年にザ・パステルズと『トゥー・サンセッツ』（ドミノ・レコーズ）など、共作アルバムを多数発表。

2011年には実質的な2nd.アルバム『ときのうた』を発表した。
植野隆司は不定形ユニット「プカプカブライアンズ」、さやは二階堂和美とのユニット「にかスープ＆さやソース」やディアフーフのサトミ・マツザキとのユニット「わんわん」 (oneone) などでも活動している。

## ディスコグラフィー

### アルバム
- 「テニスコーツのテーマ」CD (1999) - ミニ・アルバム
- 「The Ending Theme」CD  (2002) - ミニ・アルバム
- 「ぼくたちみんなだね we are everyone」CD (2004)
- 「LIVE WANDERUS」CD  (2005) - ライブ・アルバム
- 「とてもあいましょう Totemo Aimasho」CD  (2007) - プロデューサーにroom40レーベル主宰のローレンス・イングリッシュを迎えた作品
- 「タンタン・テラピー Tan-Tan Therapy」CD  (2007) - Tapeとの共作
- 「テニスコーツとセカイ」CD  (2008) - セカイとの共演作、テニスコーツとセカイ名義
- 「Temporacha」CD  (2009) - 埼玉の和光樹林公園や高麗川といった野外で演奏し、ローレンス・イングリッシュが録音したというライブレコーディング作
- 「トゥー・サンセッツ」CD (2009) - パステルズとの共作
- 「ときのうた」CD (2011)
- 「ENJOY YOUR LIFE」CD (2011) - ジャド・フェア&テニスコーツ名義
- 「Papa's Ear」CD (2011) - Tapeとの共作
- 「All Aboard!」CD (2012) - 高橋幾郎との共作
- 「テニスコーツへの道」CD (2013) - テニスコーツ最初期や、さやのソロ･ユニットなどの音源を収録
- 「Yaki-Läki」CD (2013) - パスタカスとの共作
- 「Yaki-Läki Versions」CD (2014) -「Yaki-Läki」のリアレンジ・リミックス盤
- 「ライヴ in ザバン」CD (2014) -下山とテニスコーツ、2013年のツアーの模様を収めたライブ・アルバム
- 「How Many Glasgow」CD (2014) - ジャド・フェア、テニスコーツ&ノーマン・ブレイク名義
- 「Hope you are Wells」CD (2014) - ビル・ウェルズ作品を演奏したカヴァー・アルバム
- 「新内・明烏」CD (2015) - 柳家小春とテニスコーツ
- 「Music Exists Disc1」CD (2015)
- 「Music Exists Disc2」CD (2015)
- 「ヘルシー・イン・カリフォルニア」CD (2015) - テニスコーツ ＆ マキーラドーラ
- 「Music Exists Disc3」CD (2016) - Tapeとの共作
- 「Music Exists Disc4」CD (2016)
- 「Music Exists Disc5」CD (2018)
- 「Waltz For Dubby」CD (2019) - テニスコーツ＆立花泰彦、ジャズ・スタンダード（and more）カバー集
- 「Changing」デジタル配信 (2020)
- 「Citizen T」デジタル配信 (2021)
- 「希望の光」LP (2022)
- 「Chippi Tuyoppi」デジタル配信 (2024)
- 「Chippi Tuyoppi (revision)」CD (2024) - 2024年1月にデジタル限定にてリリースされたアルバムを再ミックス＆再構成

### シングル
- Tenniscoats/Tape「Lutie Lutie / Come Maddalena」7"EP (2008) - Tapeとの共作
- Pastels/Tenniscoats「Gerrys Song」7"EP (2009) - パステルズとの共作
- 「tree or not to be/夢はすっきり」7"EP (2009)
- 「バイババビンバ」CD (2010)
- 「違相」7"EP (2013)
- 「タマシー / あくままでとどくこえ」7"EP (2015) - びび＆テニスコーツ

### 映像
- テニスコーツ＋高橋幾朗「2006 SUMMER LIVE」DVDR (2007) - 2006年夏の高橋幾朗との共演ライブを収録
- 「テニスコーツの沖縄紀行」DVDR (2009) - 2008年秋の沖縄でのライブを収録

### 主な関連作品
- プカプカブライアンズ「Puka Puka Brians」CD (1995)
- プカプカブライアンズ「Dubbing」CD (1997)
- プカプカブライアンズ「A Sad Sound A Velvet Sound And A Happy Sound」CD (1998)
- プカプカブライアンズ「Love Warrior」CD (2001)
- プカプカブライアンズ「Pet Cemetary Sounds」CD (2005)
- プカプカブライアンズ「アーリー・プカプカブライアンズ」CD (2013)
- 植野隆司「BIRDS ON THE WIRES」CD (2004)
- 植野隆司「Venotagashi2」CD (2004)
- 植野隆司「New Glass」CD (2005)
- 植野隆司「Hasunosu」CD (2006)
- 植野隆司「Venorgel」CD (2006)
- 植野隆司「SUI-GIN」CD (2008)
- 植野隆司「ウエノタカシとは何か?」CD (2013)
- 植野隆司「Variations Of Weeds」CD (2014)
- 植野隆司「Tea In The Guitara」CD (2016)
- 植野隆司「Monthly Ueno Takashi」CD (2016)
- 植野隆司「Ueno Action」CD (2016)
- 植野隆司「Mystic Mood Guitar 1」CD (2017)
- 植野隆司「Mystic Mood Guitar 1」CD (2017)
- 植野隆司「Smoke Under The Water」CD (2017)
- 植野隆司、さや、梅田哲也、高橋幾郎「MOERE」CD (2008)
- Cacoy「human is music」CD (2003) - dj klock、さや、植野隆司によるエレクトロニカ・ユニット
- 工藤冬里＋sayasource「return to a source～源にオカエリ～」CD (2005) - さやとMaher Shalal Hash Bazの工藤冬里との共作
- にかスープ＆さやソース「イピヤー」CD (2005) - さやと二階堂和美との共作
- にかスープ＆さやソース「ハーモニーズ」DVD (2008) - さやと二階堂和美との音楽制作ドキュメンタリー
- にかさや「ワンサマーハイム」CD (2009) - さやと二階堂和美との共作
- oneone「AoooO」CD (2009) - さやとディアフーフのさとみとの共作
- oneone「Alapla」CD (2016) - さやとディアフーフのさとみとの共作
- Sprit Fest「Sprit Fest」CD (2017) - テニスコーツとThe Notwistによるユニット
- Sprit Fest「Anohito」CD (2018) - テニスコーツとThe Notwistによるユニット

### 参加作品
- でもしあわせなんて何を持ってるかじゃない何を欲しがるかだぜ 〜松本隆を唄う〜（2025年5月、ホホホ座） - 作詞家・松本隆作詞活動55周年記念トリビュートカバーアルバム。森進一の楽曲『紐育物語』（1983年）をカバー